# Ford Pilot
Ford Pilot – samochód osobowy klasy średniej produkowany przez brytyjski oddział koncernu Ford Motor Company (Ford of Britain) w latach 1947–1951.

## Historia i opis modelu

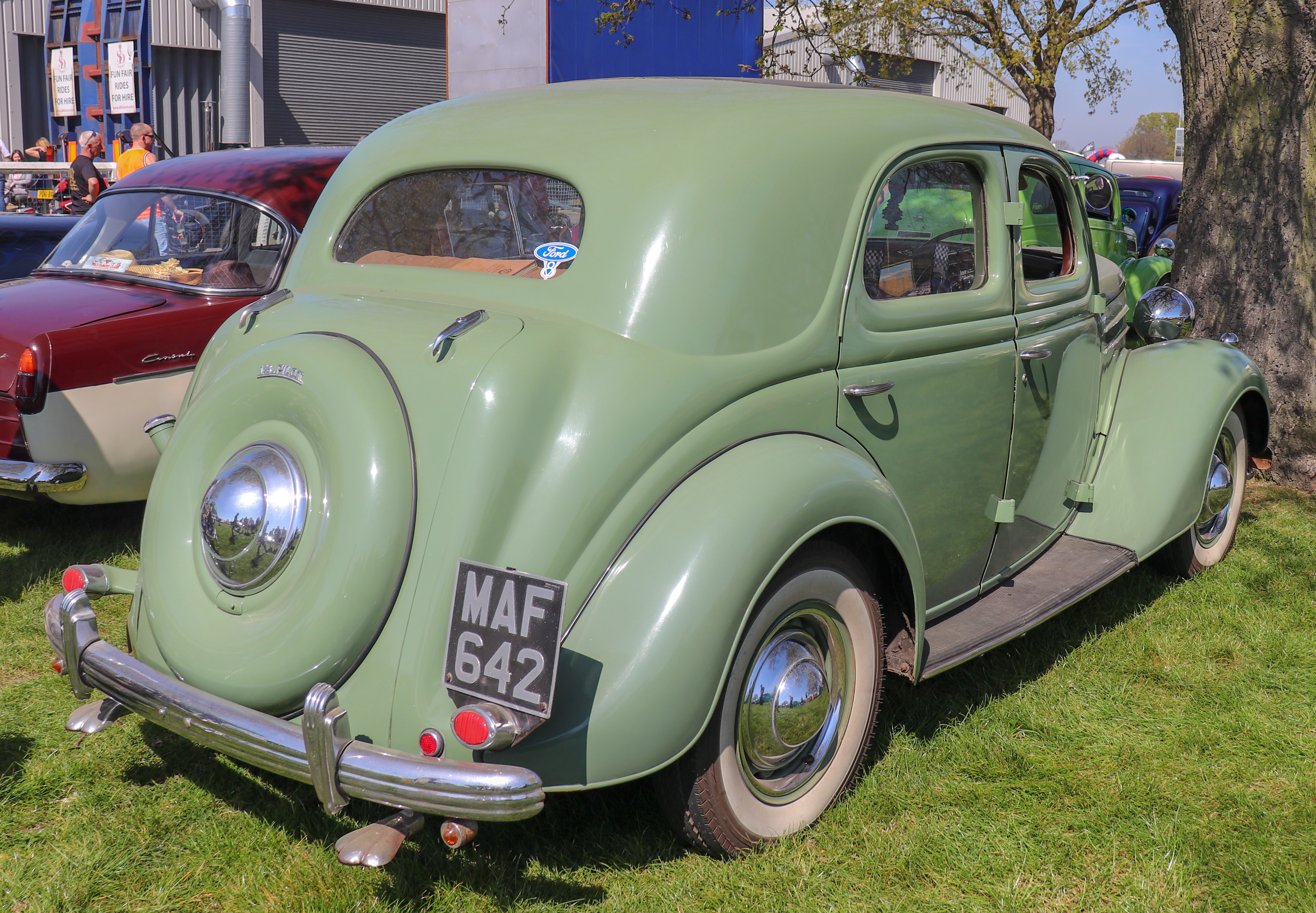
Ford Pilot - tył

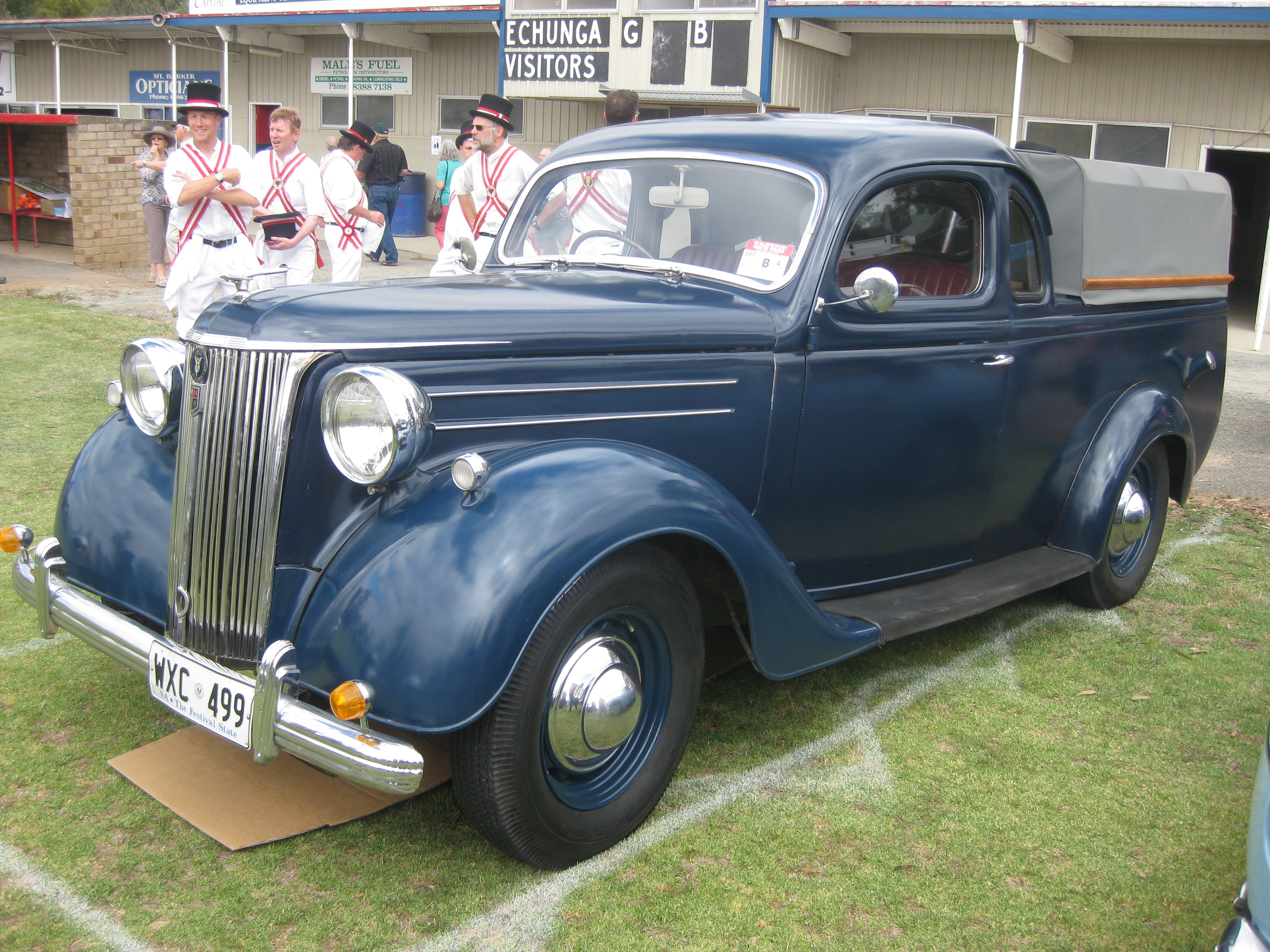
Ford Pilot Pickup

W połowie 1947 roku brytyjski oddział Forda przedstawił nowy, lokalnie opracowany model klasy średniej jako następcę amerykańskiej konstrukcji Model 48. Ford Pilot utrzymano w typowych proporcjach dla motoryzacji przełomu lat 40. i 50 XX wieku, z zaokrąglonymi, wyraźnie zaznaczonymi nadkolami oraz podłużną, wąską atrapą chłodnicy.

### Australia
Ford Pilot był produkowany także w Australii z przeznaczeniem na rynek lokalny oraz sąsiedniej Nowej Zelandii. Oferta składała się także ze zmodyfikowanego na lokalne potrzeby pickupa w stylu coupe utility z niżej poprowadzonym dachem.

### Silnik
- V8 2.2l
- V8 3.6l